# Avenue de New-York
L’avenue de New-York est le nom d'une voie publique située à Paris, dans le 16e arrondissement.

## Situation et accès
Elle est desservie par la ligne 9 aux stations Alma et Iéna.

## Origine du nom
Elle porte le nom de la ville de New York aux États-Unis.

## Historique

### Dénominations successives
Nommé successivement « quai des Bonshommes » parce qu'il longeait le couvent des Bonshommes, puis « quai de la Conférence », « quai de Chaillot » et « quai de la Savonnerie » car il longeait la manufacture de tapis de la Savonnerie établie à l'emplacement de l'actuel palais de Tokyo dans une ancienne savonnerie en 1631 et transférée en 1825 dans le quartier des Gobelins, il prend le nom de « quai Billy », « quai de Billy » et « quai Debilly » le 13 janvier 1807, en souvenir de Jean Louis Debilly, général français de la Révolution et de l'Empire, tué à la bataille d'Auerstaedt.
En 1918, le « quai Debilly » est renommé « avenue de Tokio », du nom de la capitale du Japon dont la graphie « Tokio » était la norme au début du siècle. Puis le 26 février 1945, par arrêté, l’avenue de Tokio prend le nom d’« avenue de New-York ».
Les noms de rue évoluent souvent en fonction de la situation politique. Rappelons que le Japon fut un allié de la France pendant la Grande Guerre : il s'en prit aux possessions allemandes situées en Extrême-Orient. Pendant la Seconde Guerre mondiale, ce même Japon fut l'allié de l'Allemagne nazie : on remplaça donc la capitale du pays ennemi par la ville la plus peuplée (New York) des États-Unis qui venaient de libérer la France.
En outre, en 1964, le quai de Passy, qui prolonge l’avenue de New-York en aval de la Seine, a pris le nom d’avenue du Président-Kennedy, qui fait lui aussi référence aux États-Unis.
Au-dessous de cet ancien quai Debilly, la berge de la Seine constitue toujours le port Debilly et il existe aussi une passerelle Debilly permettant aux piétons de traverser le fleuve.
Le palais de Tokyo, bâti pour l'Exposition de 1937, a son emprise limitée par cette avenue de New-York du côté de la Seine. Il tient son nom de l’avenue de Tokio de l'époque de sa construction, et a de ce fait également porté le nom de « palais de “Tokio” ». Il a gardé son nom (avec sa nouvelle graphie) après 1945.

### La construction du quai des Bonhommes
Le 18 avril 1572, une ordonnance de police impose que les gravois provenant des démolitions faites dans les quartiers des Halles et de Saint-Honoré, dans les rues Montmartre, Saint-Denis, Saint-Sauveur, à l'Apport-Paris et à la Vallée-de-la-Misère, seront portés sur le nouveau quai.

### Le quai d’aval en amont du début duXVIIIesiècleauXXesiècle

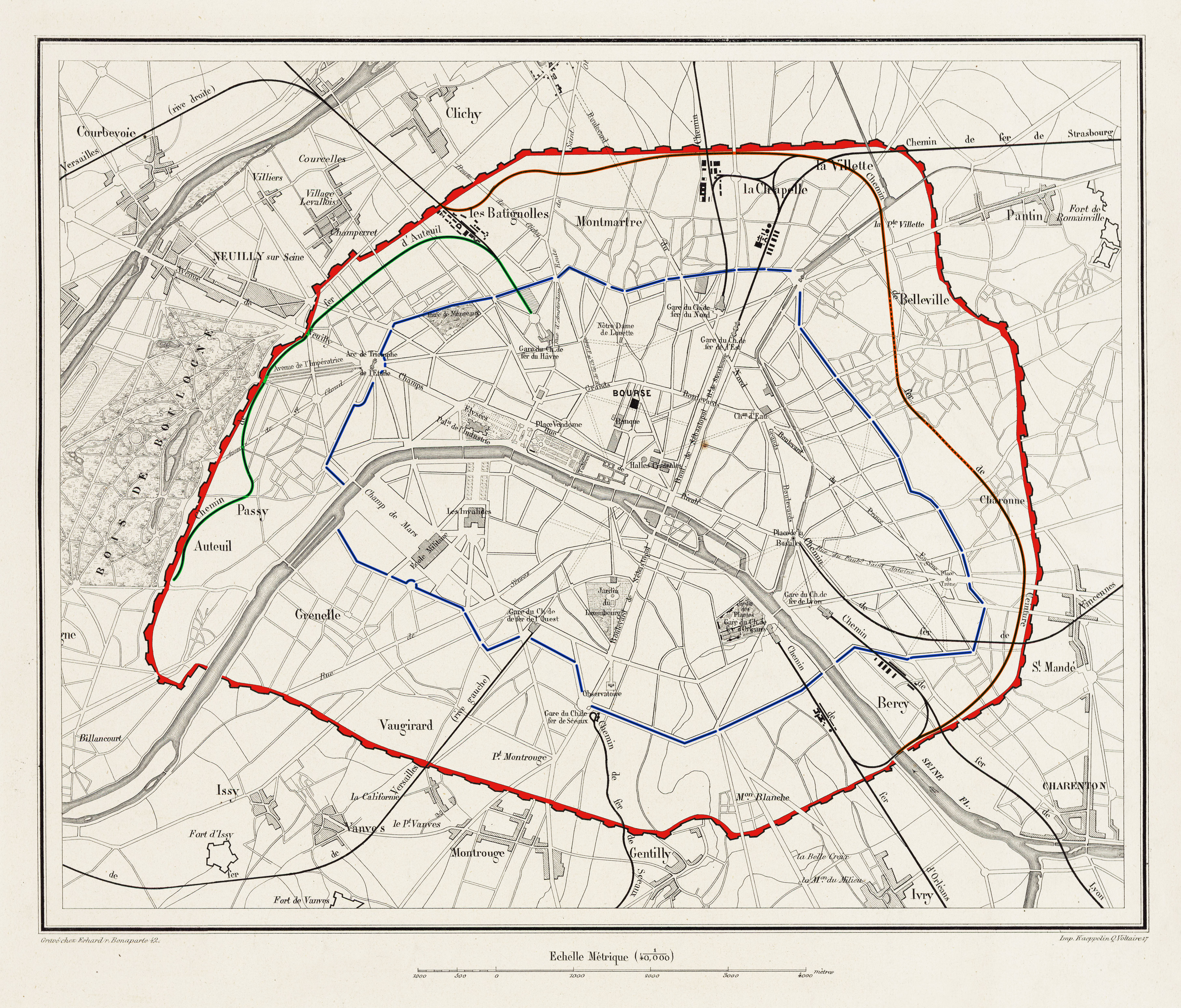
Mur des Fermiers généraux, en bleu.

Le quai de Chaillot puis Debilly s’étendait entre l’ancienne barrière de la Conférence, à l’extrémité du cours la Reine, limite fiscale de l’octroi de Paris à partir du milieu XVIIIe siècle jusqu’à la barrière de Passy ouverte en 1788 dans le mur des Fermiers généraux. 
À compter de cette date, le quai est compris dans la ville de Paris avec l’ensemble de l’ancien village de Chaillot jusqu’au quai de Passy, actuelle avenue du Président-Kennedy, qui était sur le territoire de la  commune de Passy jusqu’à son annexion par la ville de Paris en 1860 en aval de la barrière de Passy supprimée à ce moment-là.
- Le quai débutait près du débouché dans la Seine du grand égout de Paris recouvert vers 1760 à proximité duquel les frères Périer établissent en 1781 la pompe à feu de Chaillot entre les actuelles rues des Frères-Périer et Gaston-de-Saint-Paul pour l'alimentation en eau de Paris. La pompe est détruite en 1902 et le terrain loti avec création de ces deux rues. Un panneau Histoire de Paris au no 4 rappelle l'existence de cette installation.

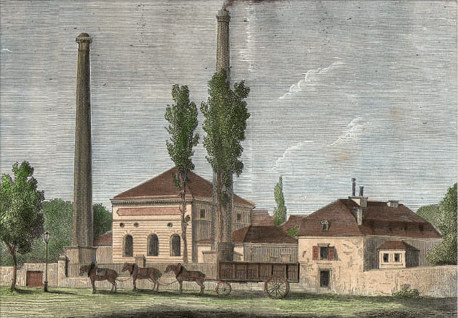
La pompe à feu de Chaillot en 1881.
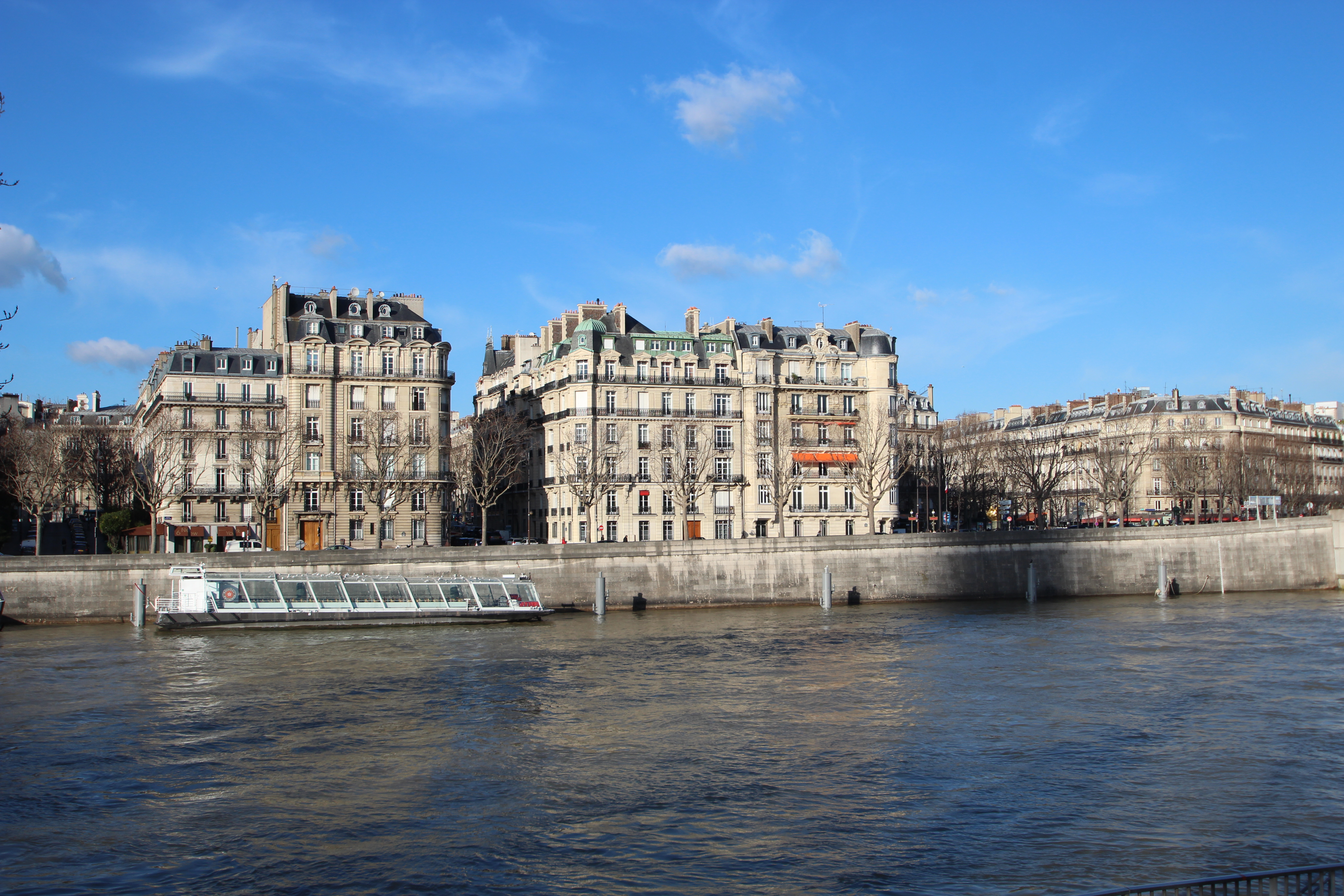
Immeubles à l’emplacement de l’ancienne pompe à feu.

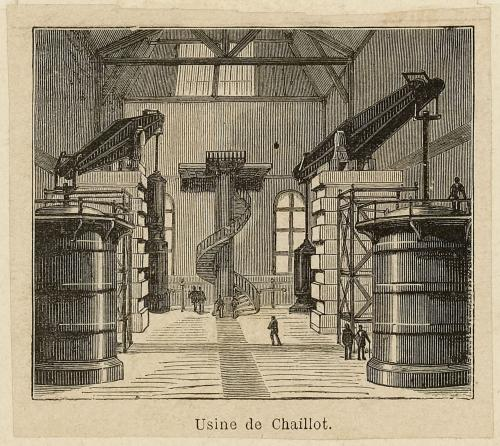
Usine Cail de Chaillot.

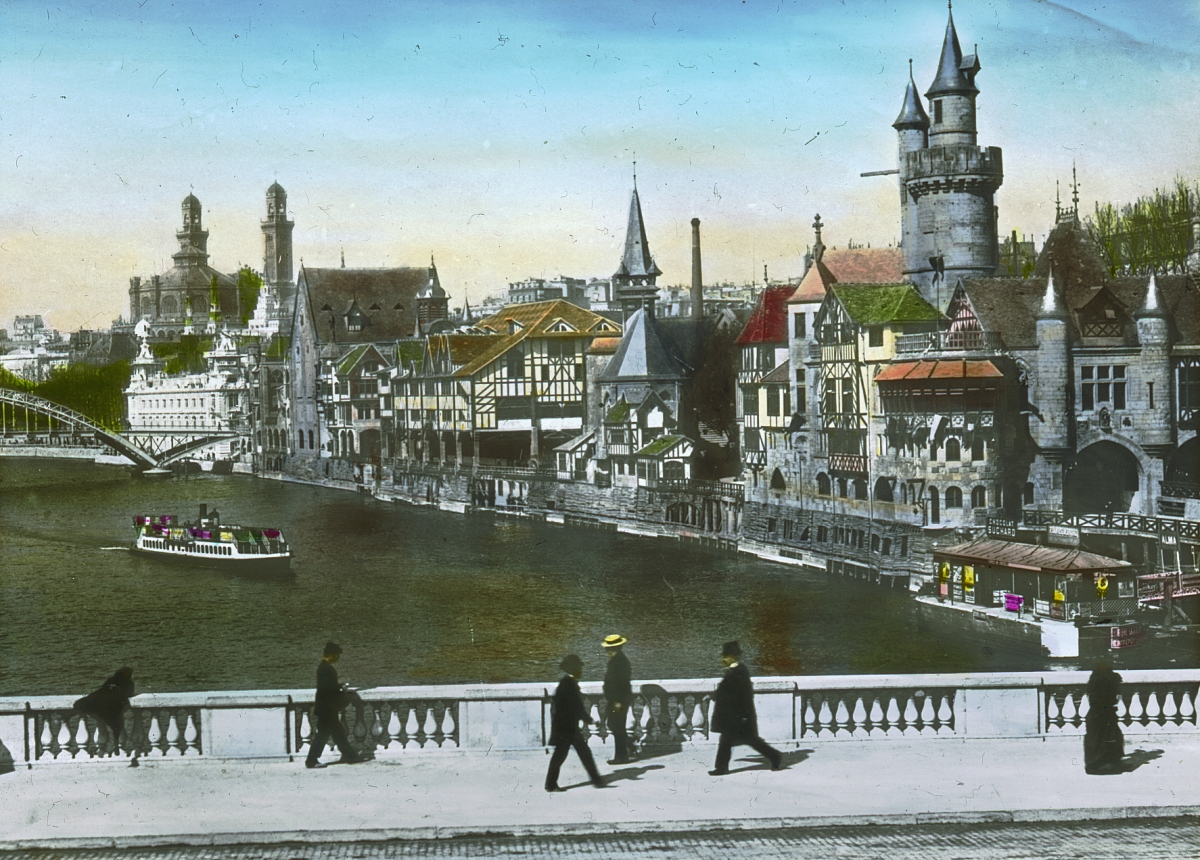
Le « vieux Paris » reconstitué pour l'exposition universelle de 1900 (vue depuis le pont de l'Alma).

- Le palais de Tokyo ouvert en 1937 est à l’emplacement de l'ancienne manufacture de tapisseries de la Savonnerie établie en 1631 dans une ancienne fabrique de savon, fermée en 1826 et remplacée en 1836 par les installations des subsistances militaires ou de la manutention militaire supprimées vers 1930.

- Durant l'exposition universelle de 1900, le quai accueille une reconstitution du « vieux Paris ».

- La partie entre la rue de la Manutention et l’avenue Albert-de-Mun reste un espace peu construit jusqu’au milieu du  XIXe siècle  où s’installe une grande usine de constructions de locomotives Cail détruite par un incendie en 1865 qui ne fut pas reconstruite. Le terrain entre l’avenue d’Iéna et le quai qui appartenait à la Ville de Paris en 1877 est alors vendu et loti avec une servitude limitant la hauteur des immeubles sur le quai des nos 32 à 42 à  14,30 mètres pour préserver la vue à l’arrière des immeubles de l’avenue d’Iéna.

- De l’avenue Albert de Mun à la rue Le Nôtre, le quai longe un espace qui faisait partie jusqu’en 1790 du domaine du couvent de la Visitation de Chaillot. Les terrains vendus comme biens nationaux après 1790, rachetés par l’État de 1811 à 1813 pour le projet abandonné du palais du Roi de Rome furent des terrains vagues jusqu’à l’aménagement des jardins du Trocadéro en 1878.

- De la rue Le Nôtre à la rue Beethoven, le quai longeait le domaine du Couvent des Minimes ou des Bonshommes en bas duquel fut construit en 1788 le mur d’octroi de l'angle de la rue de la Montagne, actuelle rue Beethoven, où était établie la barrière de Passy, jusqu’au-delà de l’emplacement de l’actuelle  rue Le Nôtre pour suivre ensuite, dans l'espace des actuels jardins du Trocadéro, une direction perpendiculaire à la Seine jusqu’en haut de la colline de Chaillot. Le terrain très accidenté au-dessus du mur jusqu’à l'emplacement de l’actuel boulevard Delessert fut vendu par adjudication dans les années 1790 après la disparition du couvent et fut acquis  grande partie par Benjamin Delessert vers 1800. Le mur fut détruit en 1860 et le terrain vendu à la Ville de Paris par les héritiers de Benjamin Delessert fut aplani puis loti en 1877 pour créer les rues Chardin et Le Nôtre, la partie sud des jardins du Trocadéro et permettre la construction d'immeubles sur le quai aux nos 60 à 66, ceux existant actuellement datant de 1925 et des années 1950.

Le quai et son environnement de 1740 à 1860
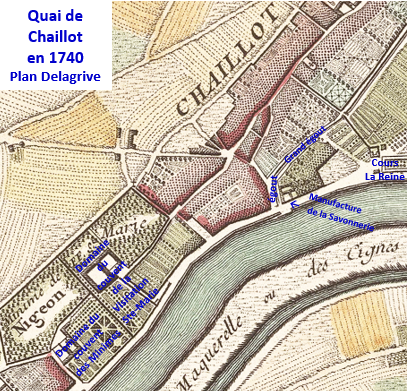
Quai de Chaillot en 1740.
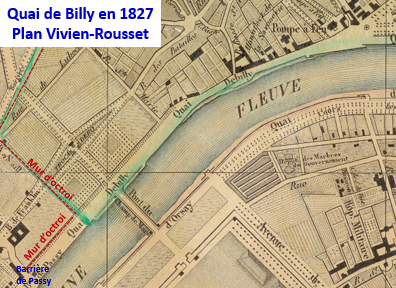
Quai de Billy en 1827.
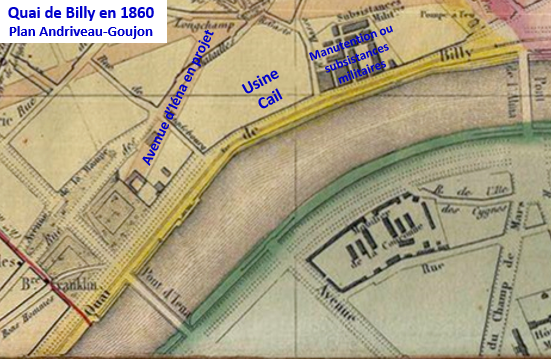
Quai de Billy en 1860.

### Le chemin de fer américain

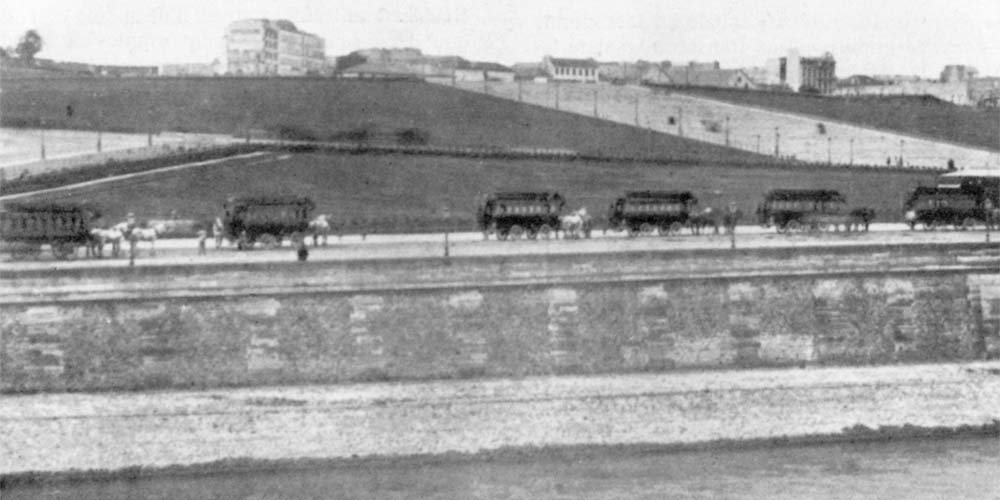
Chemin de fer américain sur le quai Debilly en 1855.

L'avenue fut parcourue à partir de 1855 par le « chemin de fer américain », première ligne de tramway urbain en France dont les véhicules étaient tractés par des chevaux, qui reliait la place de la Concorde au pont de Sèvres, ensuite prolongée jusqu'à Versailles concédée à Alphonse Loubat.

## L'avenue auXXIesiècle
Contrairement à la plus grande partie du parcours sur les rives de la Seine à Paris, l’avenue de New-York n’est pas longée en continuité par un quai bas car le passage entre le port Debilly relativement étroit et le port de la Conférence en amont est interrompu sous le pont de l'Alma. L’étroitesse relative de l’espace entre les immeubles et le bord du fleuve  crée un goulot d’étranglement pour la circulation en rive droite entre le large Cours la Reine en amont et les berges en aval du pont de Bir-Hakeim. L’avenue comporte deux voies centrales à niveau avec passages souterrains au débouché des ponts mais également des traversées avec passages piétons. Cette voie à grande circulation qui n'a cependant pas le caractère autoroutier sur ce tronçon fait partie de la liaison sur berges Georges-Pompidou. L'avenue comporte des chaussées latérales à trafic important comprenant des  voies de bus-vélos assez étroites et des trottoirs également étroits, celui du côté du fleuve comprenant une piste cyclable étroite monodirectionnelle.
L’intensité de la circulation automobile et l'étroitesse des trottoirs y limitent l’agrément de la promenade piétonne malgré la beauté du site et l'importance des centres d'intérêt touristiques.
L'avenue constitue, de plus, un passage difficile pour les déplacements cyclistes, particulièrement dans le sens nord-sud (vers l’aval), causé par les discontinuités de la piste cyclable monodirectionnelle et les cisaillements non sécurisés avec les voies de circulation au débouché du pont d’Iéna en bas des jardins du Trocadéro.
Les cyclistes peuvent accéder, après un tronçon de la rue Le Nôtre à la rue Beethoven et une traversée au passage piétons au niveau de cette rue, à la piste cyclable bidirectionnelle qui longe la voie Georges-Pompidou sur le quai bas (port de Passy) jusqu'à la limite de Boulogne-Billancourt.

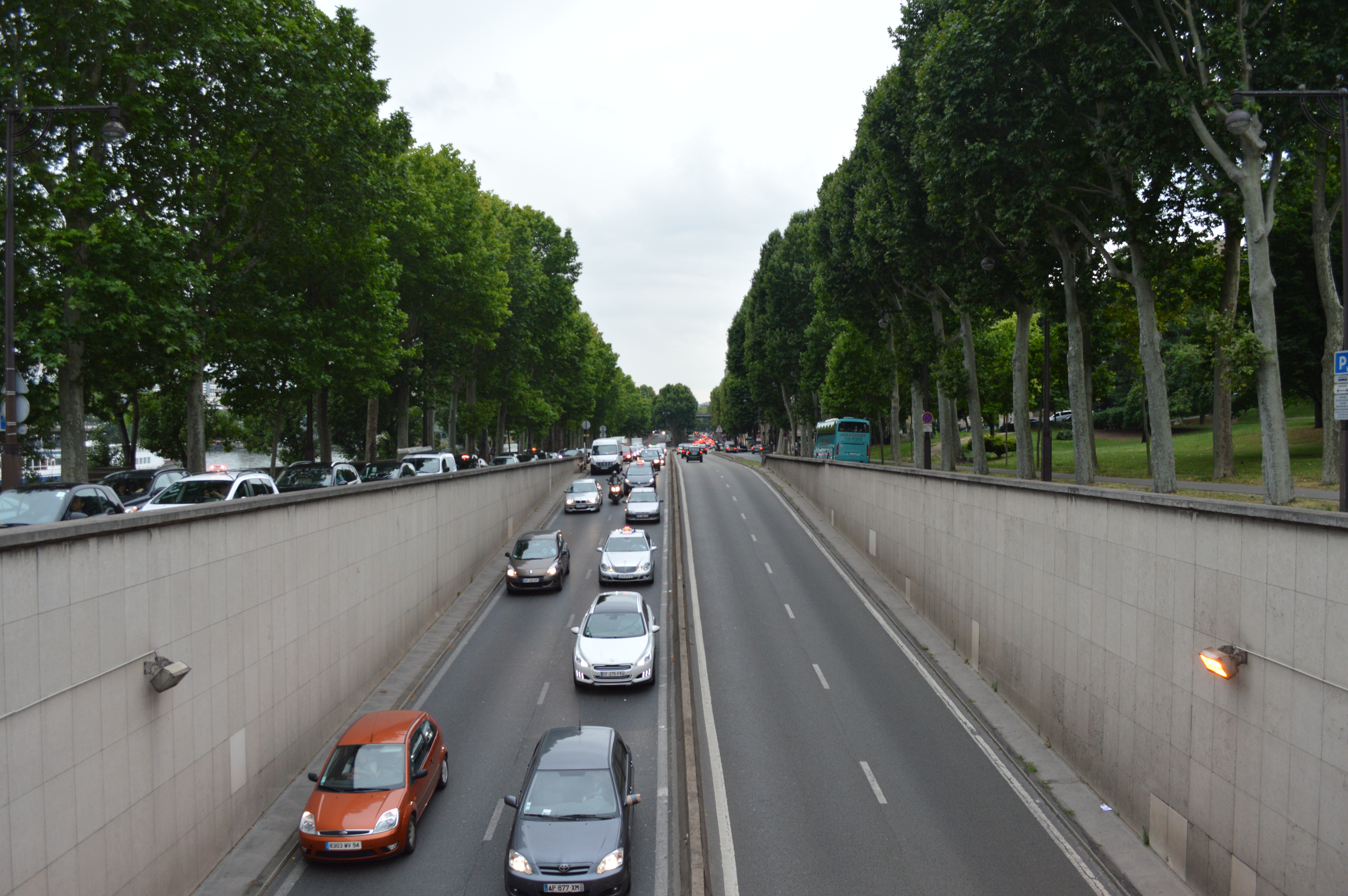
Souterrain routier au niveau du pont d’Iéna.
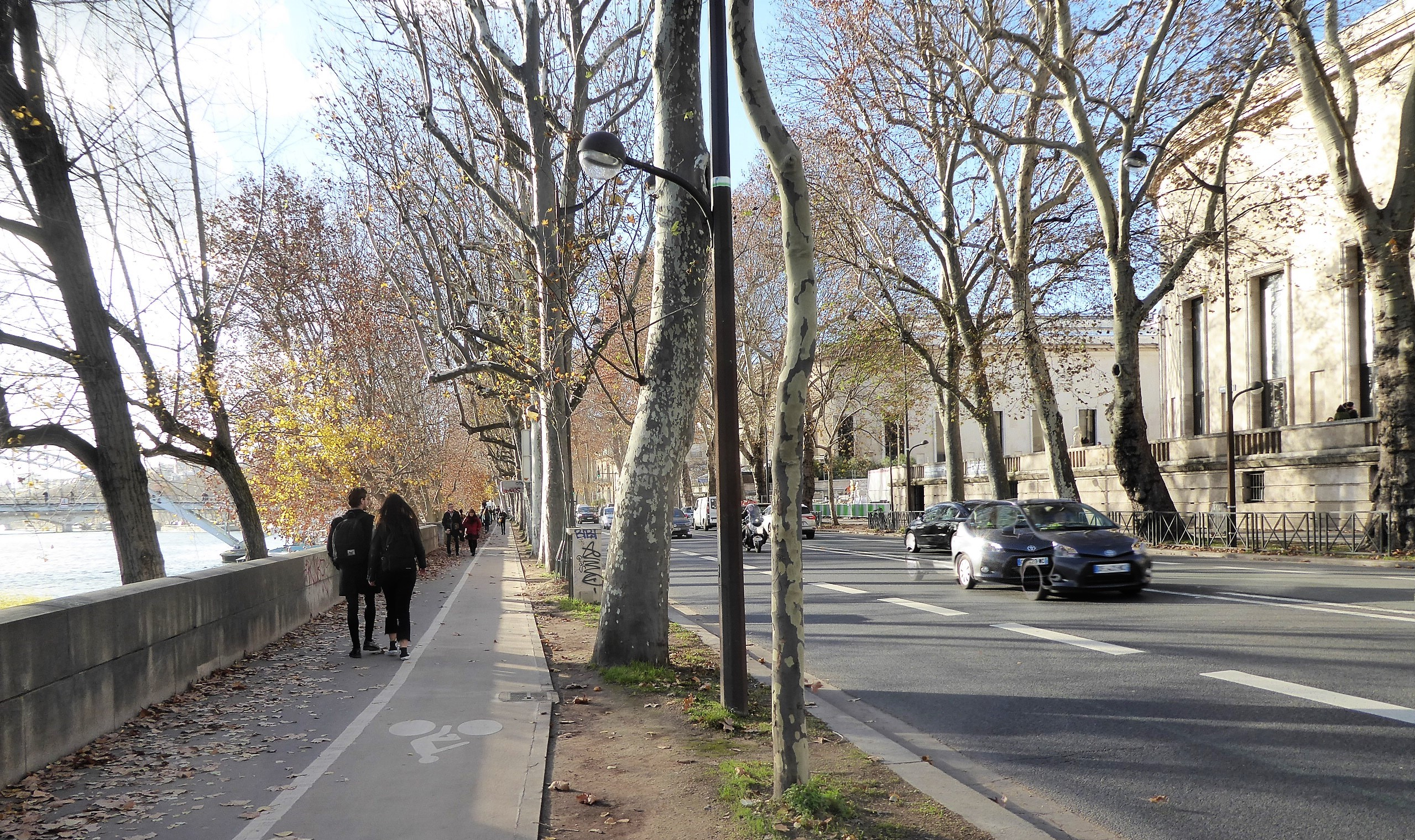
Devant le palais de Tokyo.
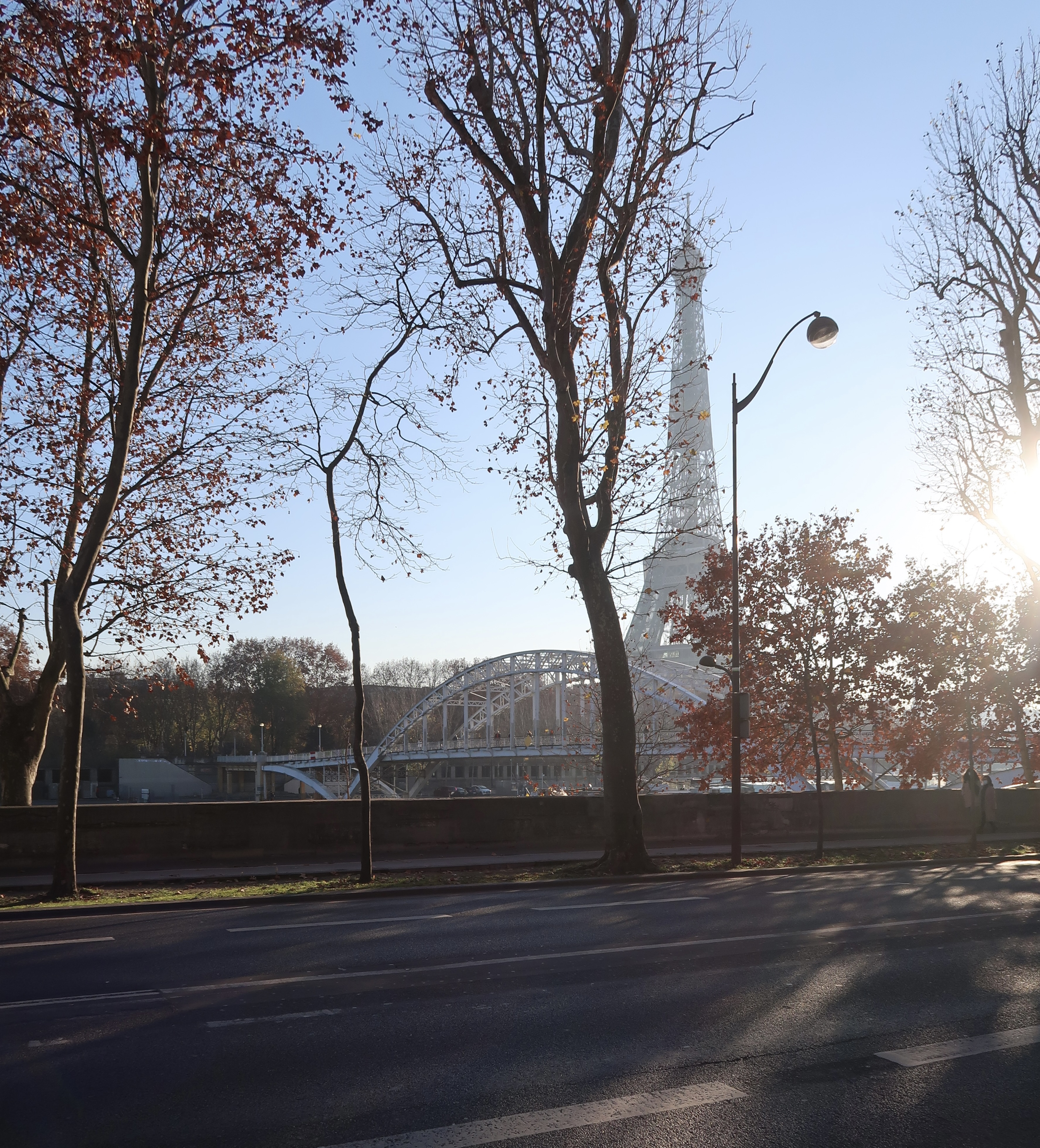
Au niveau de la passerelle Deligny.

## Bâtiments remarquables et lieux de mémoire
- No 4 : domicile de l'ambassadrice Pamela Harriman, alors qu'elle est en couple avec l'homme d'affaires Giovanni Agnelli[4]. Présence d'un panneau Histoire de Paris rappelant la pompe à feu de Chaillot.
- No 10 : domicile des architectes paysagistes père et fils Henri Duchêne et Achille Duchêne et de l'épouse de ce dernier, la militante féministe et pacifiste Gabrielle Duchêne.
Rue Gaston-de-Saint-Paul, voie privée.
- No 26 : conservatoire russe Serge-Rachmaninoff.
- No 28 : hôtel de Sourdeval-Demachy.
- No 32 : siège de la Fédération française du sport automobile.
- No 34 : Mona Bismarck American Center puis American Center for Art and Culture (1986-2022), créé grâce au legs de la socialite et philanthrope Mona von Bismarck, qui y vécut[5]. French-American Foundation.
- No 52 : « maison à loyer » (Charles Adelgeist architecte)[6].
- No 60 : en 1925, l'architecte décorateur peintre Louis Süe et son associé, le peintre André Mare, y décorent l'appartement de madame Gautrat de Lompre.
- No 66 et no 2 rue Beethoven : à ce niveau se trouvait la barrière de Passy[7].
- L'avenue permet d'accéder au palais de Tokyo et à la passerelle Debilly.

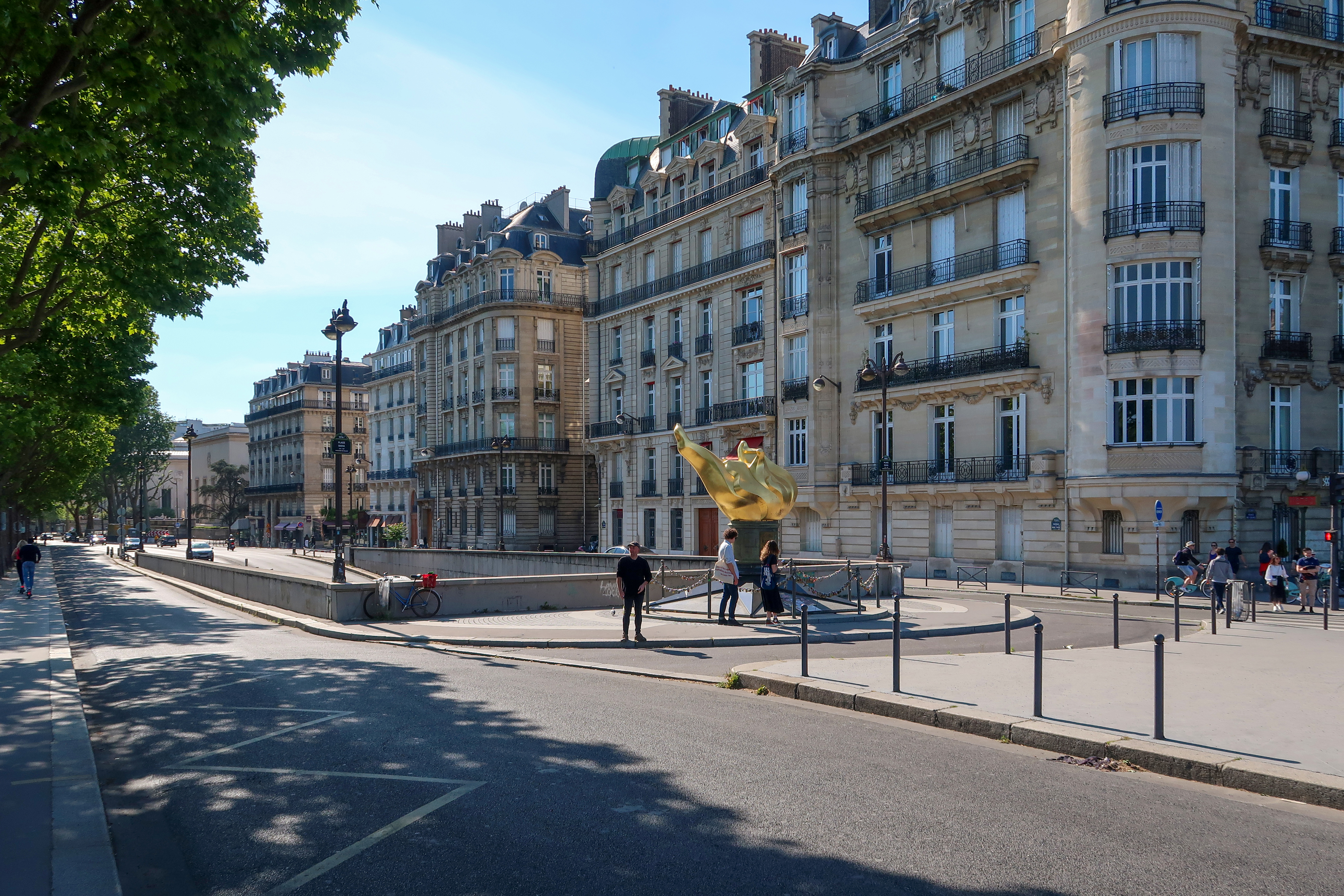
Place Diana puis avenue de New-York.
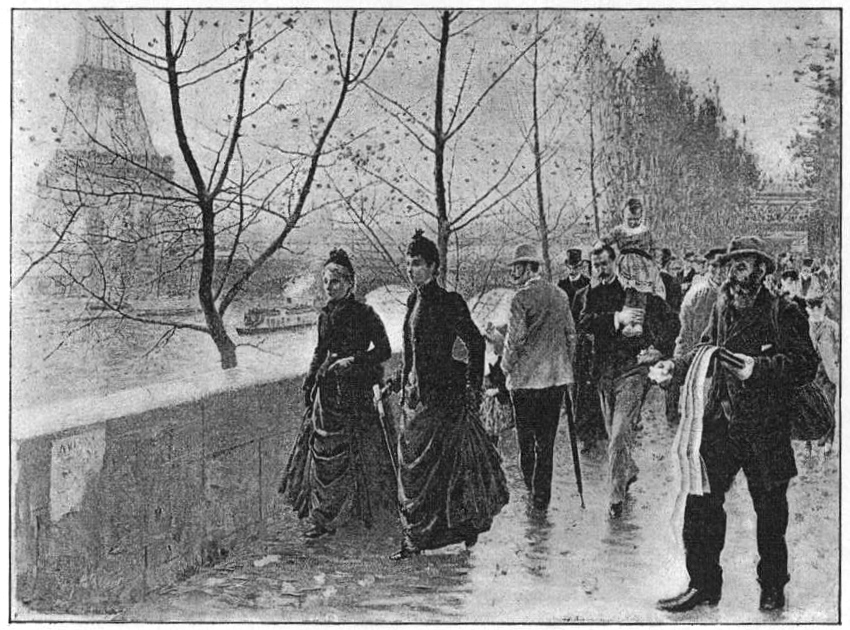
Vue en 1890.
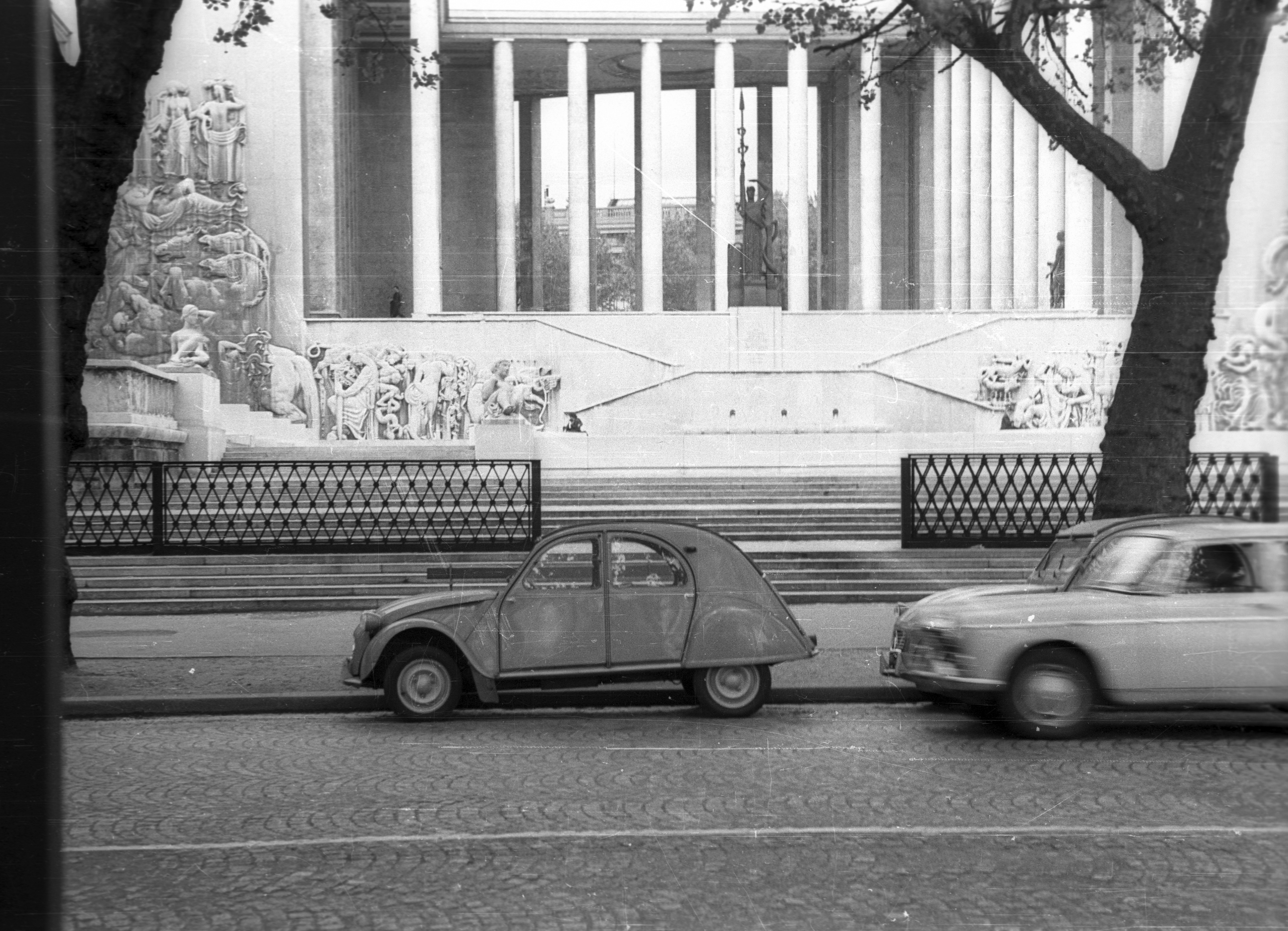
Vue en 1965, en contrebas du palais de Tokyo.
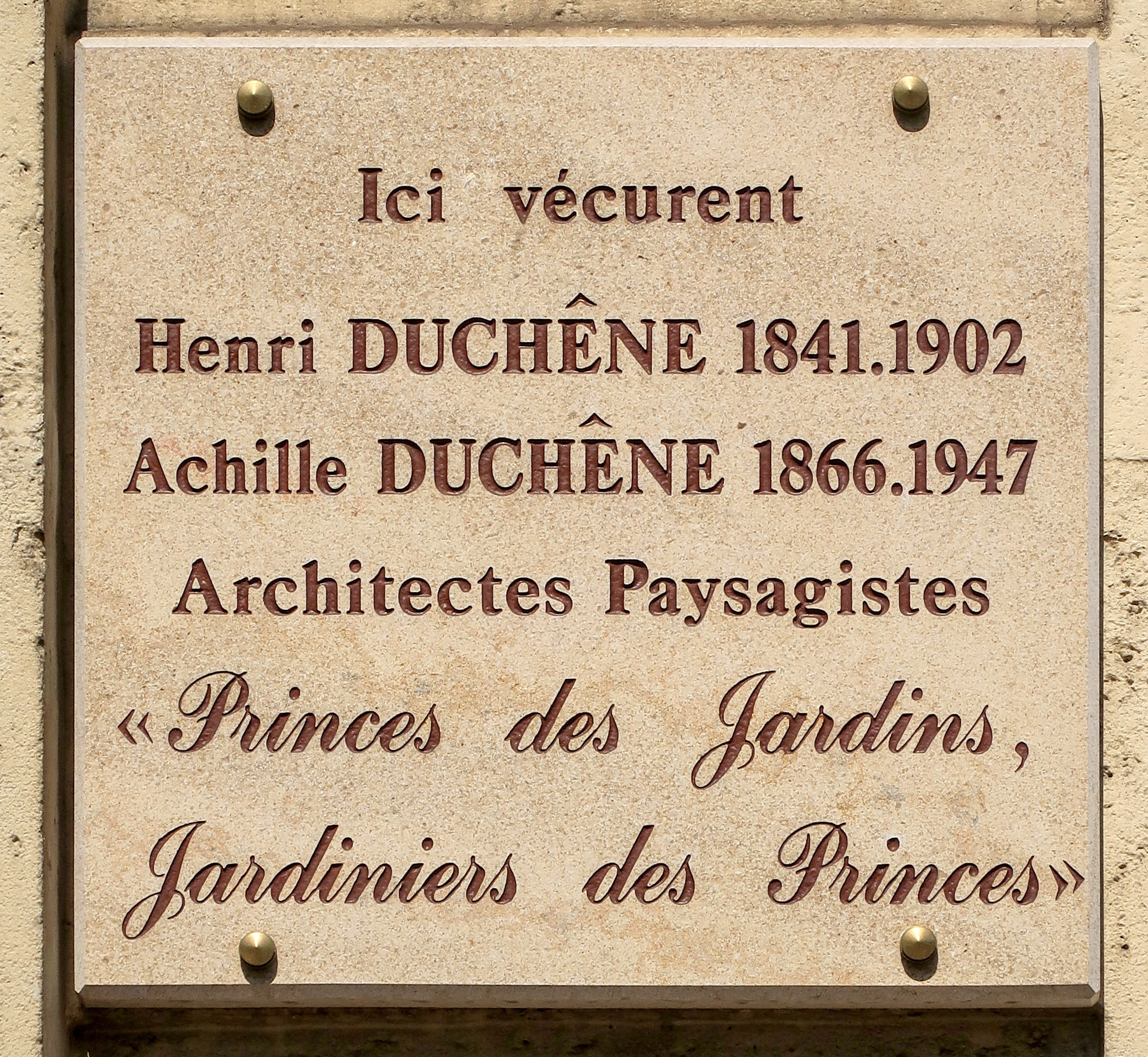
Plaque au no 10.
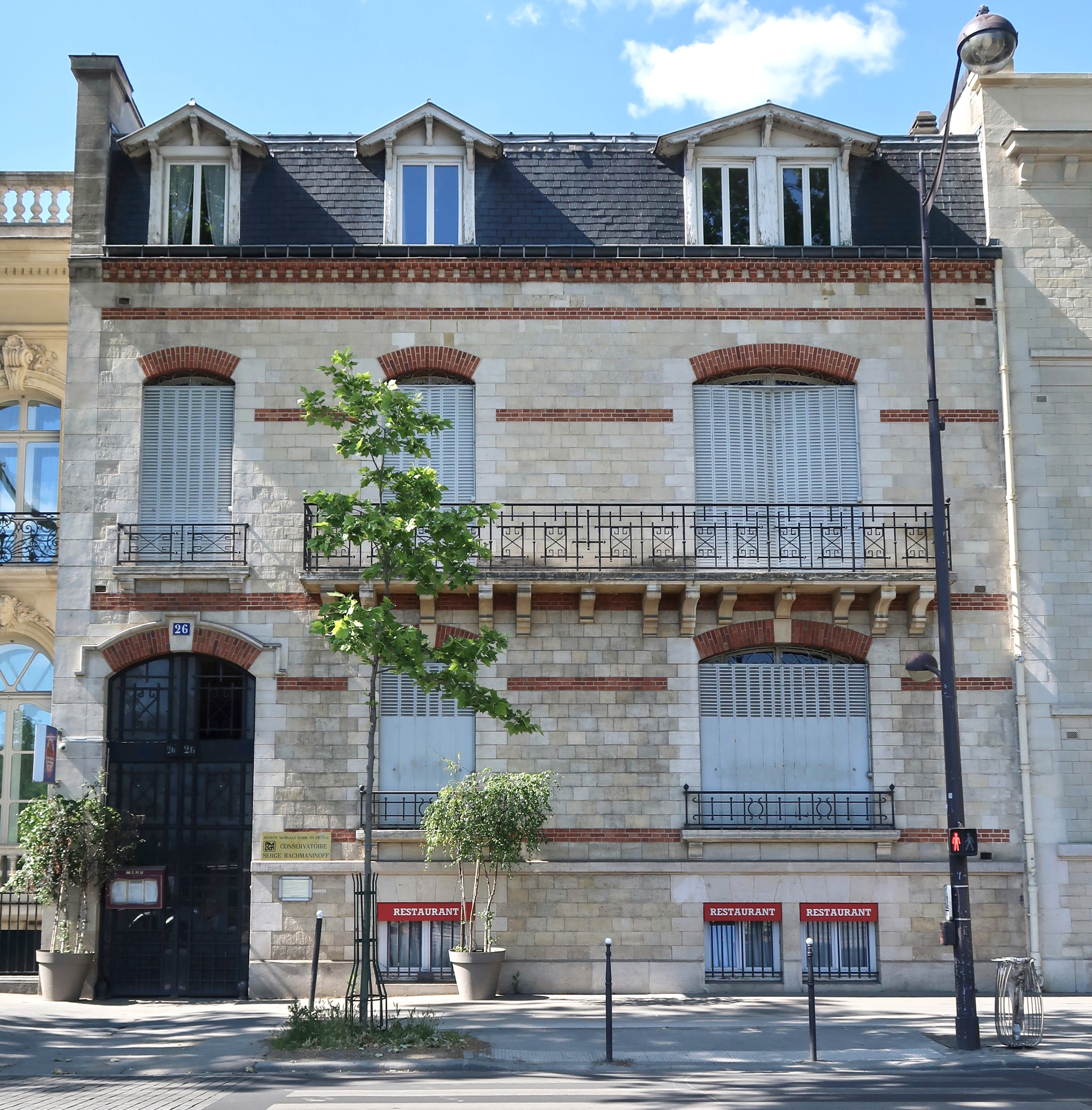
No 26.
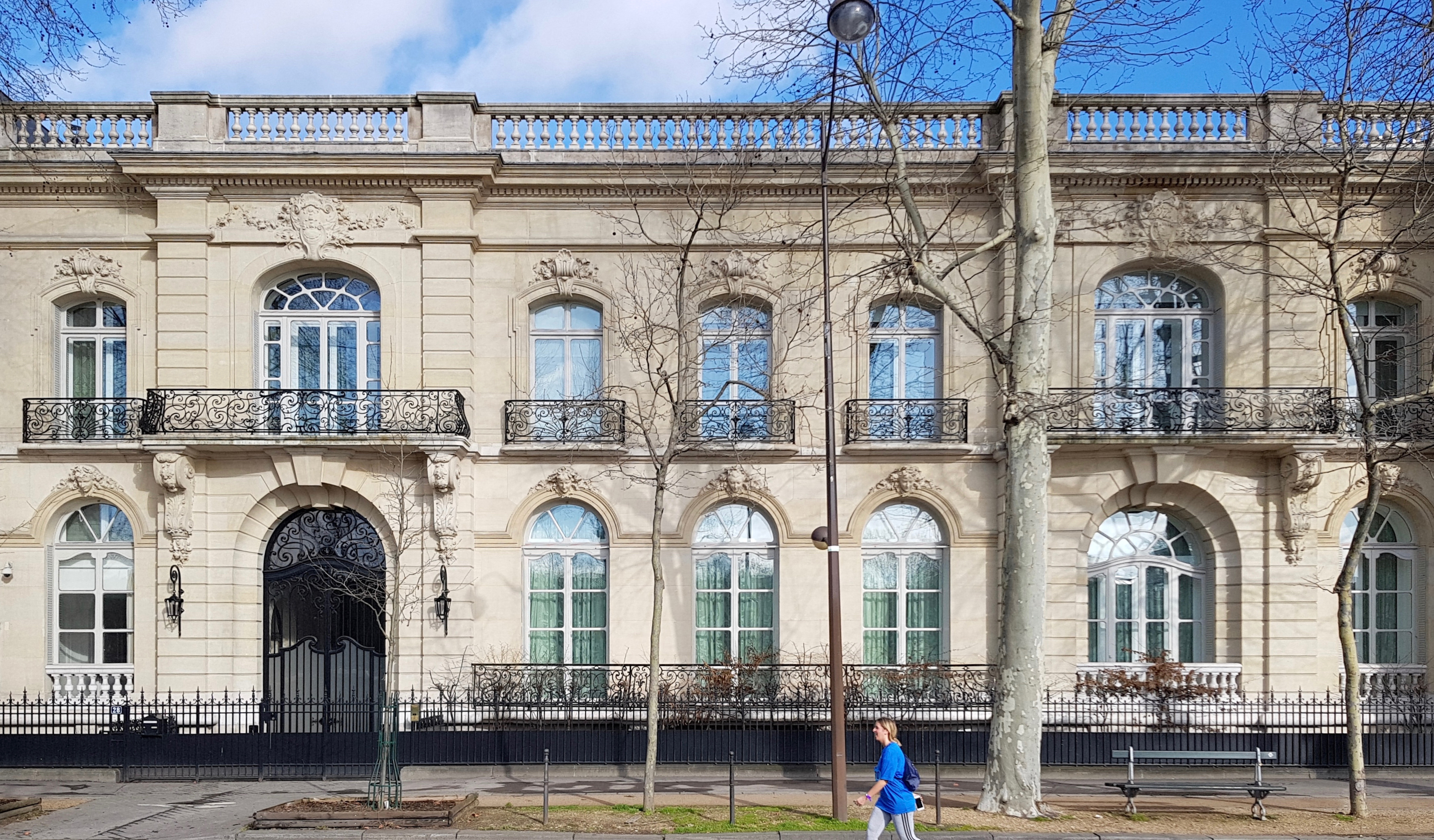
No 28.
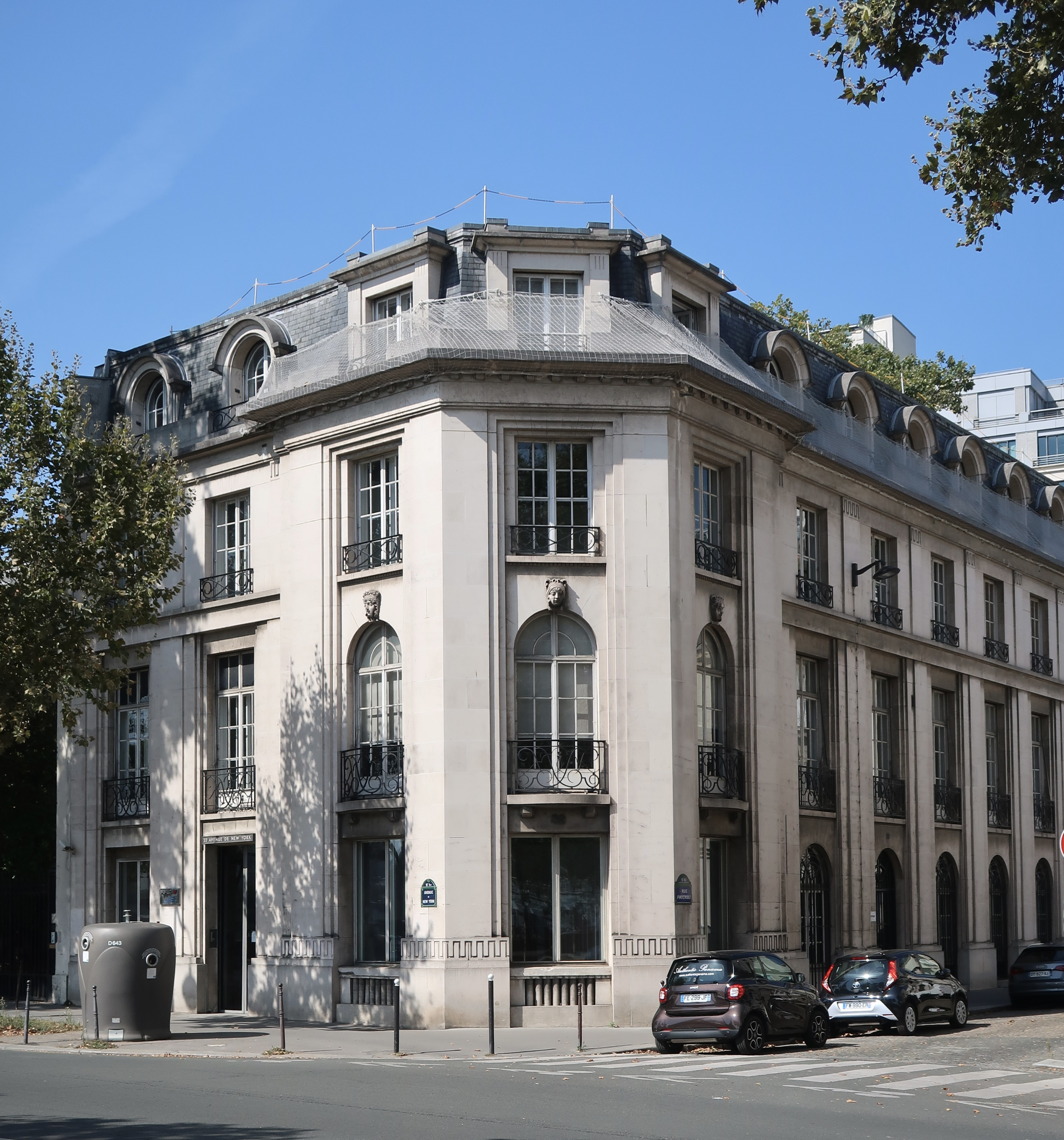
No 32.
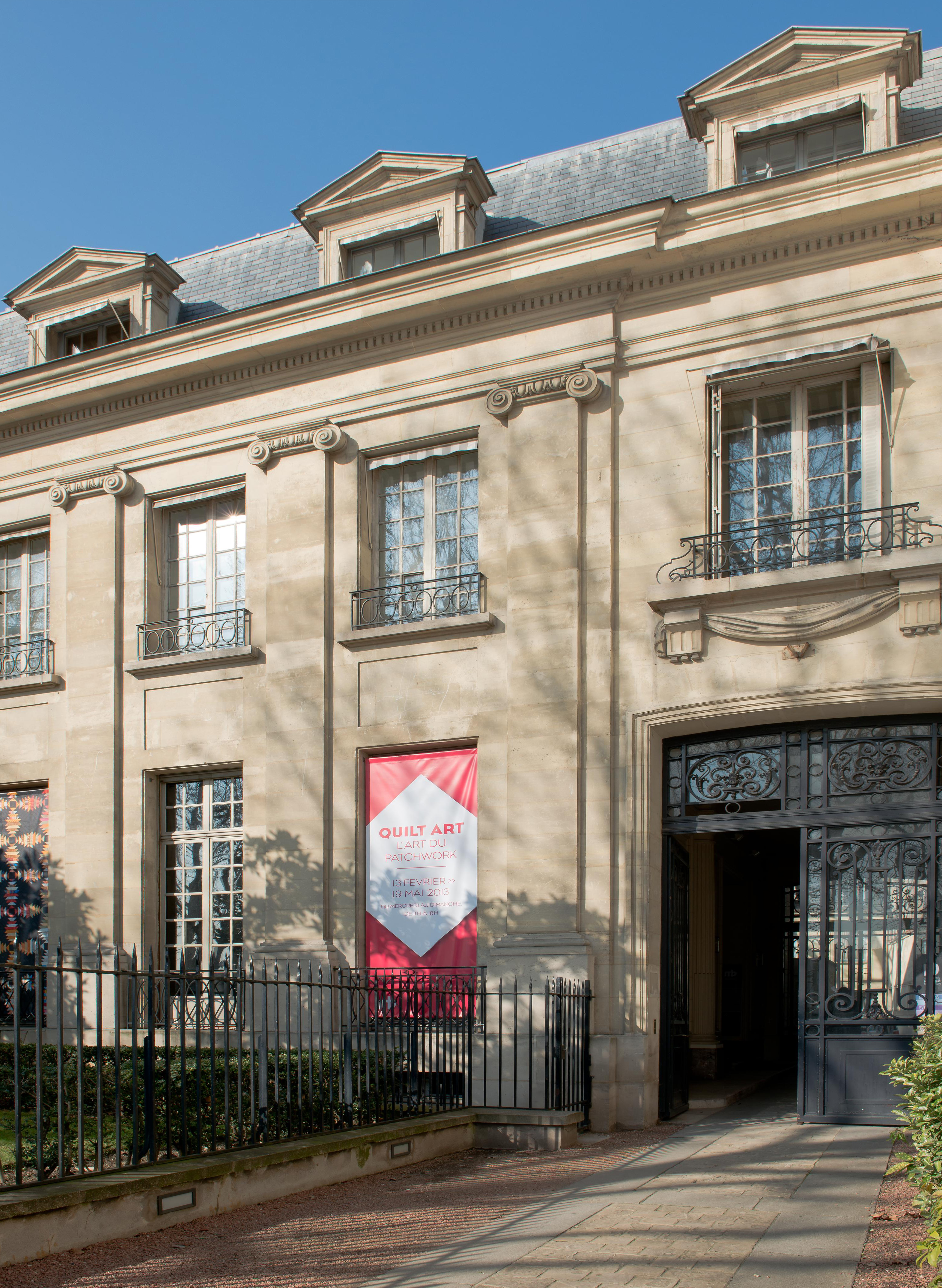
No 34.

## Littérature
En 1978, Perec (1936-1982) se souvenait encore de l’appellation précédente (mais non point de sa graphie exacte) :

« Je me souviens que l’avenue de New York s’appelait l’avenue de Tokyo. »

— Georges Perec, Je me souviens, 147.

## Cinéma
- Une scène de l'épisode 5 de la saison 4 de la série télévisée Dix pour cent (2020) est tournée sur la place.